# Hôtel de Castilly
L'hôtel de Castilly est un édifice situé à Bayeux, dans le département du Calvados, en France. Cet hôtel particulier est inscrit au titre des monuments historiques.

## Localisation
Le monument est situé aux no 8 à no 16 de la rue Général-de-Dais, dans le secteur sauvegardé de la ville de Bayeux.

## Historique
Cet hôtel de réception est édifié au XVIIIe siècle plus précisément vers 1730.
Le commanditaire Pierre-Augustin de Boran confie l'élaboration des plans à Jacques Moussard,.
La façade principale (un avant-corps central, coiffé d'un fronton et encadré par deux ailes en retour), la toiture, le grand escalier avec sa rampe en fer forgé, le petit salon, le grand salon avec leur décor sont classés au titre des monuments historiques depuis le 11 octobre 1982.
L'hôtel particulier a été érigé en lots de copropriété.

## Architecture
L'immeuble est bâti en calcaire.
Le blason que portait le fronton triangulaire de l'avant-corps central a disparu (les armes des Faudoas-Canisy ont été buchées).
Son architecture de style Louis XV vaut à cet immeuble d'être surnommé par les opérateurs de tourisme de « petit Versailles de Bayeux ». L'hôtel a la particularité de s'appuyer au rempart gallo-romain occidental.

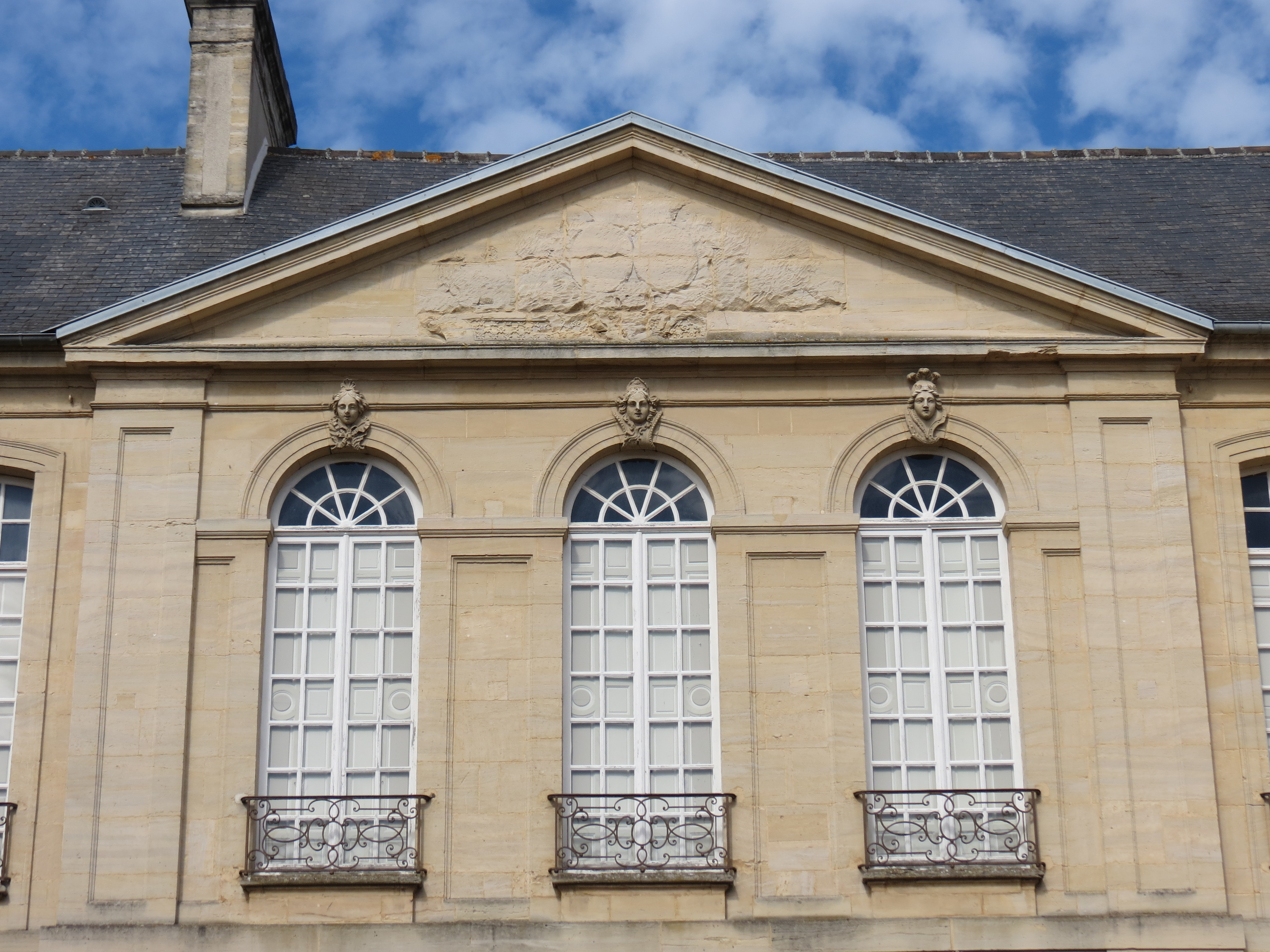
Détail de l'avant-corps avec ses fenêtres à impostes arrondies en demi-cercle.
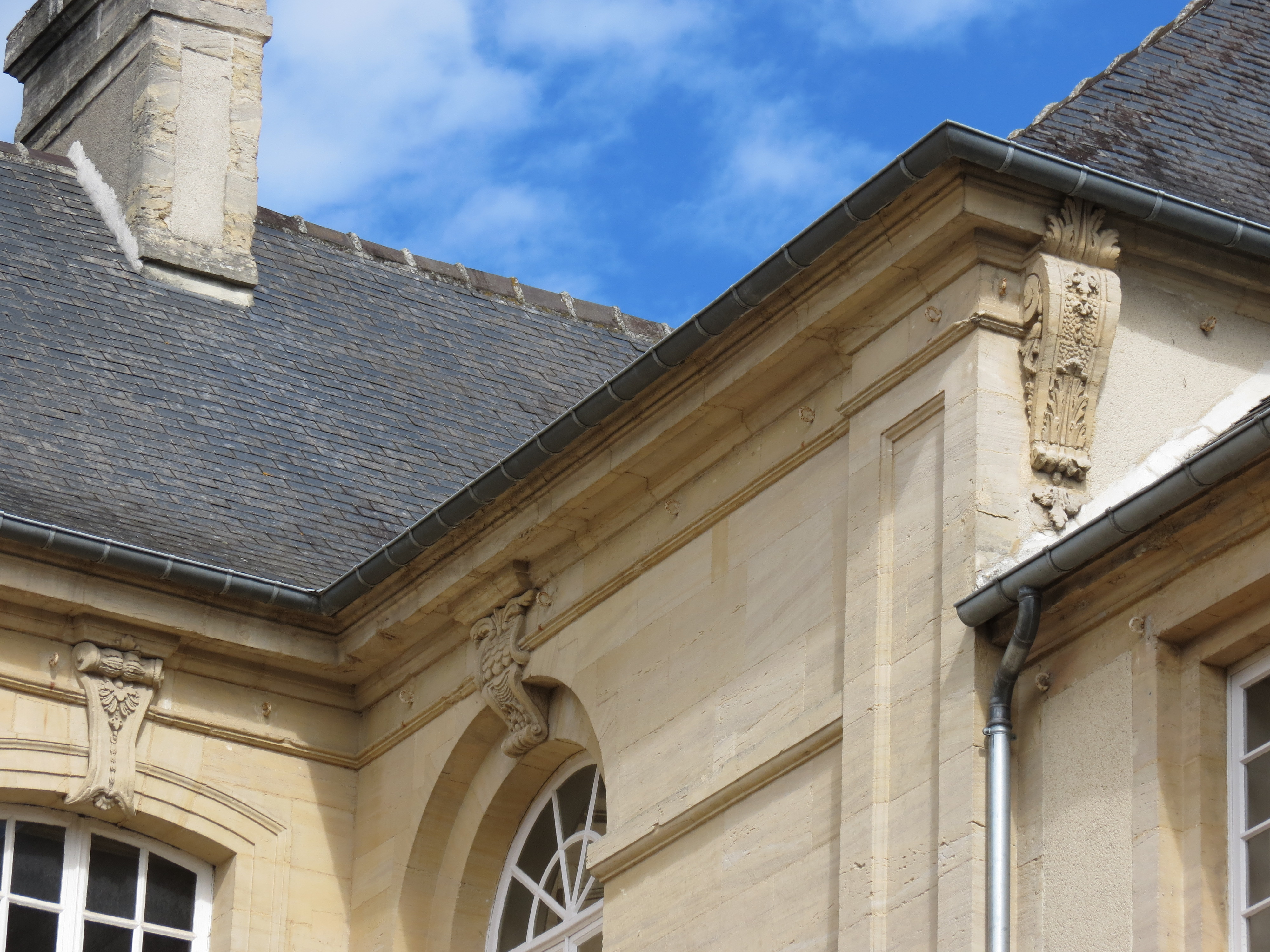
Clefs sculptées.